# Затон (Бијело Поље)
Затон је насеље у општини Бијело Поље у Црној Гори. Према попису из 2003. било је 930 становника (према попису из 1991. било је 917 становника). У селу се налази основна школа „Браћа Рибар“, а почетком XXI века је обновљена црква светог Јована, која потиче из IX или X века.

## Историја
Насеље и црква се помињу у Повељи Стефана Првовјенчаног из 1220. године, у којој се каже да Затон са осам села и засеока као метох припада властелинству манастира Жича, односно Архиепископије жичке.

## Црква светог Јована
Црква светог Јована Крститеља потиче из преднемањићког доба и сматра се да је подигнута у IX или X веку. У доба Немањића црква је дограђивана, а сматра се да су је уништиле Османлије, крајем XIV века. Њени остаци су тешко оштећени након Другог светског рата, а почетком XXI века је обновљена према пројекту архитекте др Јована Нешковића, који је радио и на обнови цркве Ђурђевих Ступова у Старом Расу.

## Демографија
У насељу Затон живи 708 пунолетних становника, а просечна старост становништва износи 35,5 година (35,2 код мушкараца и 35,8 код жена). У насељу има 266 домаћинстава, а просечан број чланова по домаћинству је 3,50.
Становништво у овом насељу веома је хетерогено.
|  |

| Демографија | Демографија | Демографија |
| Година      | Становника  | Становника  |
| ----------- | ----------- | ----------- |
|             |             |             |
|             |             |             |
|             |             |             |
|             |             |             |
| 1948.       | 869         |             |
| 1953.       | 917         |             |
| 1961.       | 960         |             |
| 1971.       | 1.069       |             |
| 1981.       | 1.118       |             |
| 1991.       | 917         | 912         |
| 2003.       | 945         | 930         |
|             |             |             |

| Етнички састав према попису из 2003.‍ | Етнички састав према попису из 2003.‍ | Етнички састав према попису из 2003.‍ | Етнички састав према попису из 2003.‍ | Етнички састав према попису из 2003.‍ |
| ------------------------------------ | ------------------------------------ | ------------------------------------ | ------------------------------------ | ------------------------------------ |
|                                      |                                      |                                      |                                      |                                      |
| Срби                                 | Срби                                 |                                      | 494                                  | 53,11%                               |
| Црногорци                            | Црногорци                            |                                      | 346                                  | 37,20%                               |
| Бошњаци                              | Бошњаци                              |                                      | 11                                   | 1,18%                                |
| Македонци                            | Македонци                            |                                      | 5                                    | 0,53%                                |
| непознато                            | непознато                            |                                      | 74                                   | 7,95%                                |

| Година пописа     | 1948. | 1953. | 1961. | 1971. | 1981. | 1991. | 2003. |
| ----------------- | ----- | ----- | ----- | ----- | ----- | ----- | ----- |
| Број домаћинстава | 173   | 174   | 199   | 225   | 236   | 225   | 268   |

| Број чланова      | 1   | 2  | 3  | 4  | 5  | 6  | 7  | 8 | 9 | 10 и више | Просек |
| ----------------- | --- | -- | -- | -- | -- | -- | -- | - | - | --------- | ------ |
| Број домаћинстава | 266 | 40 | 50 | 50 | 47 | 44 | 23 | 7 | 2 | 2         | 1      |

| Пол    | Укупно | Неожењен/Неудата | Ожењен/Удата | Удовац/Удовица | Разведен/Разведена | Непознато |
| ------ | ------ | ---------------- | ------------ | -------------- | ------------------ | --------- |
| Мушки  | 376    | 137              | 213          | 17             | 6                  | 3         |
| Женски | 372    | 98               | 212          | 58             | 3                  | 1         |
| УКУПНО | 748    | 235              | 425          | 75             | 9                  | 4         |

| Пол    | Укупно                    | Пољопривреда, лов и шумарство | Рибарство                            | Вађење руде и камена | Прерађивачка индустрија       |
| ------ | ------------------------- | ----------------------------- | ------------------------------------ | -------------------- | ----------------------------- |
| Мушки  | 161                       | 18                            | 0                                    | 0                    | 27                            |
| Женски | 60                        | 5                             | 0                                    | 0                    | 13                            |
| УКУПНО | 221                       | 23                            | 0                                    | 0                    | 40                            |
| Пол    | Производња и снабдевање   | Грађевинарство                | Трговина                             | Хотели и ресторани   | Саобраћај, складиштење и везе |
| Мушки  | 6                         | 24                            | 10                                   | 4                    | 16                            |
| Женски | 0                         | 1                             | 11                                   | 8                    | 1                             |
| УКУПНО | 6                         | 25                            | 21                                   | 12                   | 17                            |
| Пол    | Финансијско посредовање   | Некретнине                    | Државна управа и одбрана             | Образовање           | Здравствени и социјални рад   |
| Мушки  | 0                         | 0                             | 20                                   | 9                    | 5                             |
| Женски | 0                         | 0                             | 2                                    | 8                    | 5                             |
| УКУПНО | 0                         | 0                             | 22                                   | 17                   | 10                            |
| Пол    | Остале услужне активности | Приватна домаћинства          | Екстериторијалне организације и тела | Непознато            | Непознато                     |
| Мушки  | 2                         | 0                             | 0                                    | 20                   | 20                            |
| Женски | 1                         | 0                             | 0                                    | 5                    | 5                             |
| УКУПНО | 3                         | 0                             | 0                                    | 25                   | 25                            |